# Herbert (Nowa Zelandia)
Herbert – miasto w Nowej Zelandii, na Wyspie Południowej, w regionie Otago.